# Mellerup
Mellerup is een plaats in de Deense regio Midden-Jutland, gemeente Randers, en telt 629 inwoners (2007).